# Grand Prix cycliste de Québec 2024
Le Grand Prix cycliste de Québec 2024 est la 13e édition de cette course cycliste masculine sur route. La course a lieu le vendredi 13 septembre 2024 autour de la ville de Québec, au Canada, et fait partie du calendrier UCI World Tour 2024 en catégorie 1.UWT. Il se court deux jours avant le Grand Prix cycliste de Montréal.
La course est remportée au sprint par Michael Mattews de l'équipe Team Jayco AlUla. C'est sa troisième victoire sur le Grand Prix cycliste de Montréal. Il est désormais le cycliste le plus titré sur cette compétition. 

## Présentation

### Parcours
Le parcours est similaire à celui de l'édition précédente. Il s'agit d'un circuit vallonné de 12,6 kilomètres à parcourir à seize reprises soit une distance totale de 201,6 kilomètres. Ce circuit présente quatre montées toutes situées dans le dernier quart du parcours : la côte de la Montagne (375 m avec une pente moyenne de 10 %) , la côte de la Potasse/des Glacis (420 m avec une pente moyenne de 9 %), la montée de la Fabrique/des Jardins (190 m avec une pente moyenne de 7 %) et la montée finale vers la Grande Allée et le Parc de la Francophonie (1 000 m avec une pente moyenne de 4 %) où se juge l'arrivée.

### Équipes
Le Grand Prix cycliste de Québec faisant partie du calendrier de l'UCI World Tour, les dix-huit UCI WorldTeams y participent. Cinq équipes continentales professionnelles et une sélection nationale ont reçu une invitation.
| WorldTeams (18)- Alpecin-Deceuninck - Arkéa-B&B Hotels - Astana Qazaqstan Team - Bahrain Victorious - Red Bull-Bora-Hansgrohe - Cofidis - Decathlon-AG2R La Mondiale - EF Education-EasyPost - Groupama-FDJ - Ineos Grenadiers - Intermarché-Wanty - Lidl-Trek - Movistar Team - Team dsm-firmenich PostNL - Soudal Quick-Step - Team Jayco AlUla - Team Visma \| Lease a Bike - UAE Team Emirates ProTeams (5)- Lotto Dstny - Israel-Premier Tech - Uno-X Mobility - Tudor Pro Cycling Team - Team Novo Nordisk Équipe nationale- Canada |
| |

## Classements

### Classement de la course
| \| Classement général \| Classement général \| Classement général \| Classement général \| Classement général \| \| Coureur \| Coureur \| Pays \| Équipe \| Temps \| \| ------------------ \| ------------------ \| ------------------ \| -------------------------- \| ------------------ \| \| 1er \| Michael Matthews \| Australie \| Team Jayco AlUla \| 4 h 45 min 36 s \| \| 2e \| Biniam Girmay \| Érythrée \| Intermarché-Wanty \| + 0 s \| \| 3e \| Rudy Molard \| France \| Groupama-FDJ \| + 0 s \| \| 4e \| Tiesj Benoot \| Belgique \| Team Visma \\| Lease a Bike \| + 0 s \| \| 5e \| Per Strand Hagenes \| Norvège \| Team Visma \\| Lease a Bike \| + 0 s \| \| 6e \| Bauke Mollema \| Pays-Bas \| Lidl-Trek \| + 0 s \| \| 7e \| Tadej Pogačar \| Slovénie \| UAE Team Emirates \| + 0 s \| \| 8e \| Neilson Powless \| États-Unis \| EF Education-EasyPost \| + 0 s \| \| 9e \| Pello Bilbao \| Espagne \| Bahrain Victorious \| + 0 s \| \| 10e \| Edoardo Zambanini \| Italie \| Bahrain Victorious \| + 0 s \| |                    |            |                            |                 |
| |                    |            |                            |                 |
| Source : ProCyclingStats |                    |            |                            |                 |
| Classement général |                    |            |                            |                 |
| Coureur | Coureur            | Pays       | Équipe                     | Temps           |
| 1er | Michael Matthews   | Australie  | Team Jayco AlUla           | 4 h 45 min 36 s |
| 2e | Biniam Girmay      | Érythrée   | Intermarché-Wanty          | + 0 s           |
| 3e | Rudy Molard        | France     | Groupama-FDJ               | + 0 s           |
| 4e | Tiesj Benoot       | Belgique   | Team Visma \| Lease a Bike | + 0 s           |
| 5e | Per Strand Hagenes | Norvège    | Team Visma \| Lease a Bike | + 0 s           |
| 6e | Bauke Mollema      | Pays-Bas   | Lidl-Trek                  | + 0 s           |
| 7e | Tadej Pogačar      | Slovénie   | UAE Team Emirates          | + 0 s           |
| 8e | Neilson Powless    | États-Unis | EF Education-EasyPost      | + 0 s           |
| 9e | Pello Bilbao       | Espagne    | Bahrain Victorious         | + 0 s           |
| 10e | Edoardo Zambanini  | Italie     | Bahrain Victorious         | + 0 s           |

Cette année le meilleur canadien est Guillaume Boivin (Israël Premier Tech). Il se classe 34e en terminant dans le même temps que le vainqueur. 
| Classement du meilleur grimpeur | Classement du meilleur grimpeur | Classement du meilleur grimpeur | Classement du meilleur grimpeur | Classement du meilleur grimpeur |
| ------------------------------- | ------------------------------- | ------------------------------- | ------------------------------- | ------------------------------- |
|                                 | Coureur                         | Pays                            | Équipe                          | Point(s)                        |
| 1er                             | Tadej Pogačar                   | Slovénie                        | UAE Team Emirates               | 25 points                       |
| 2e                              | Frank van den Broek             | Pays-Bas                        | dsm-firmenich-PostNL            | 21 pts                          |
| 3e                              | Tim Wellens                     | Belgique                        | UAE Team Emirates               | 15 pts                          |
| 4e                              | Arnaud De Lie                   | Belgique                        | Lotto Dstny                     | 12 pts                          |
| 5e                              | Maxim Van Gils                  | Belgique                        | Lotto Dstny                     | 12 pts                          |
| 6e                              | Artem Shmidt                    | États-Unis                      | Ineos Grenadiers                | 9 pts                           |
| 7e                              | Matteo Jorgenson                | États-Unis                      | Visma                           | 3 pts                           |
| modifier                        |                                 |                                 |                                 |                                 |

### Classements UCI
La course attribue des points au Classement mondial UCI 2024 selon le barème suivant :
| Position           | 1er | 2e  | 3e  | 4e  | 5e  | 6e  | 7e  | 8e  | 9e  | 10e | 11e | 12e | 13e | 14e | 15e | 16e à 20e | 21e à 30e | 31e à 50e | 51e à 55e | 56e à 60e |
| Classement général | 500 | 400 | 325 | 275 | 225 | 175 | 150 | 125 | 100 | 85  | 70  | 60  | 50  | 40  | 35  | 30        | 20        | 10        | 5         | 3         |

## Liste des participants
| Lotto Dstny LTD | Lotto Dstny LTD          | Lotto Dstny LTD |
| --------------- | ------------------------ | --------------- |
| Num             | Coureur                  | Pos             |
| 1               | Arnaud De Lie (BEL)      | 13e             |
| 2               | Logan Currie (NZL)       | AB              |
| 3               | Jenno Berckmoes (BEL)    | 51e             |
| 4               | Maxim Van Gils (BEL)     | 53e             |
| 5               | Sébastien Grignard (BEL) | 125e            |
| 6               | Brent Van Moer (BEL)     | 102e            |
| 7               | Florian Vermeersch (BEL) | 101e            |

| UAE Team Emirates UAD | UAE Team Emirates UAD   | UAE Team Emirates UAD |
| --------------------- | ----------------------- | --------------------- |
| Num                   | Coureur                 | Pos                   |
| 11                    | Tadej Pogačar (SLO)     | 7e                    |
| 12                    | Igor Arrieta (ESP)      | AB                    |
| 13                    | Juan Ayuso (ESP)        | 89e                   |
| 14                    | Finn Fisher-Black (NZL) | AB                    |
| 15                    | Rafał Majka (POL)       | 123e                  |
| 16                    | Domen Novak (SLO)       | AB                    |
| 17                    | Tim Wellens (BEL)       | 88e                   |

| Team Visma \| Lease a Bike TVL | Team Visma \| Lease a Bike TVL | Team Visma \| Lease a Bike TVL |
| ------------------------------ | ------------------------------ | ------------------------------ |
| Num                            | Coureur                        | Pos                            |
| 21                             | Matteo Jorgenson (USA)         | 35e                            |
| 22                             | Tiesj Benoot (BEL)             | 4e                             |
| 23                             | Wilco Kelderman (NED)          | 21e                            |
| 24                             | Bart Lemmen (NED)              | 71e                            |
| 25                             | Per Strand Hagenes (NOR)       | 5e                             |
| 26                             | Jan Tratnik (SLO)              | 72e                            |
| 27                             | Milan Vader (NED)              | 68e                            |

| Ineos Grenadiers IGD | Ineos Grenadiers IGD   | Ineos Grenadiers IGD |
| -------------------- | ---------------------- | -------------------- |
| Num                  | Coureur                | Pos                  |
| 31                   | Laurens De Plus (BEL)  | 86e                  |
| 32                   | Andrew August (USA)    | 82e                  |
| 33                   | Connor Swift (GBR)     | AB                   |
| 34                   | Ben Swift (GBR)        | 69e                  |
| 35                   | Michael Leonard (CAN)  | 117e                 |
| 36                   | Artem Shmidt (USA)     | 95e                  |
| 37                   | Magnus Sheffield (USA) | 50e                  |

| Soudal Quick-Step SOQ | Soudal Quick-Step SOQ    | Soudal Quick-Step SOQ |
| --------------------- | ------------------------ | --------------------- |
| Num                   | Coureur                  | Pos                   |
| 41                    | Julian Alaphilippe (FRA) | 81e                   |
| 42                    | Gil Gelders (BEL)        | 78e                   |
| 43                    | Antoine Huby (FRA)       | 106e                  |
| 44                    | Luke Lamperti (USA)      | 11e                   |
| 45                    | Fausto Masnada (ITA)     | 77e                   |
| 46                    | Pieter Serry (BEL)       | AB                    |
| 47                    | Ilan Van Wilder (BEL)    | 34e                   |

| Lidl-Trek LTK | Lidl-Trek LTK        | Lidl-Trek LTK |
| ------------- | -------------------- | ------------- |
| Num           | Coureur              | Pos           |
| 51            | Toms Skujiņš (LAT)   | 22e           |
| 52            | Andrea Bagioli (ITA) | 25e           |
| 53            | Julien Bernard (FRA) | 79e           |
| 54            | Patrick Konrad (AUT) | 100e          |
| 55            | Dario Cataldo (ITA)  | AB            |
| 56            | Bauke Mollema (NED)  | 6e            |
| 57            | Quinn Simmons (USA)  | 24e           |

| Decathlon-AG2R La Mondiale DAT | Decathlon-AG2R La Mondiale DAT | Decathlon-AG2R La Mondiale DAT |
| ------------------------------ | ------------------------------ | ------------------------------ |
| Num                            | Coureur                        | Pos                            |
| 61                             | Paul Lapeira (FRA)             | 49e                            |
| 62                             | Alex Baudin (FRA)              | 14e                            |
| 63                             | Stan Dewulf (BEL)              | 55e                            |
| 64                             | Dorian Godon (FRA)             | 56e                            |
| 65                             | Dries De Bondt (BEL)           | 93e                            |
| 66                             | Aurélien Paret-Peintre (FRA)   | 46e                            |
| 67                             | Lawrence Warbasse (USA)        | 47e                            |

| Red Bull-Bora-Hansgrohe RBH | Red Bull-Bora-Hansgrohe RBH | Red Bull-Bora-Hansgrohe RBH |
| --------------------------- | --------------------------- | --------------------------- |
| Num                         | Coureur                     | Pos                         |
| 71                          | Jai Hindley (AUS)           | 42e                         |
| 72                          | Sergio Higuita (COL)        | 28e                         |
| 73                          | Bob Jungels (LUX)           | 43e                         |
| 74                          | Jonas Koch (GER)            | 48e                         |
| 75                          | Maximilian Schachmann (GER) | 27e                         |
| 76                          | Matteo Sobrero (ITA)        | 87e                         |
| 77                          | Frederik Wandahl (DEN)      | 16e                         |

| Alpecin-Deceuninck ADC | Alpecin-Deceuninck ADC      | Alpecin-Deceuninck ADC |
| ---------------------- | --------------------------- | ---------------------- |
| Num                    | Coureur                     | Pos                    |
| 81                     | Axel Laurance (FRA)         | AB                     |
| 82                     | Tobias Bayer (AUT)          | 75e                    |
| 83                     | Michael Gogl (AUT)          | 113e                   |
| 84                     | Henri Uhlig (GER)           | 112e                   |
| 85                     | Fabio Van den Bossche (BEL) | 120e                   |
| 86                     | Stan Van Tricht (BEL)       | 91e                    |
| 87                     | Gianni Vermeersch (BEL)     | 12e                    |

| Groupama-FDJ GFC | Groupama-FDJ GFC       | Groupama-FDJ GFC |
| ---------------- | ---------------------- | ---------------- |
| Num              | Coureur                | Pos              |
| 91               | Valentin Madouas (FRA) | 36e              |
| 92               | Olivier Le Gac (FRA)   | 85e              |
| 93               | Romain Grégoire (FRA)  | 19e              |
| 94               | Thibaud Gruel (FRA)    | 74e              |
| 95               | Rudy Molard (FRA)      | 3e               |
| 96               | Enzo Paleni (FRA)      | AB               |
| 97               | Clément Russo (FRA)    | 116e             |

| EF Education-EasyPost EFE | EF Education-EasyPost EFE | EF Education-EasyPost EFE |
| ------------------------- | ------------------------- | ------------------------- |
| Num                       | Coureur                   | Pos                       |
| 101                       | Ben Healy (IRL)           | AB                        |
| 102                       | Mikkel Honoré (DEN)       | 29e                       |
| 103                       | Lukas Nerurkar (GBR)      | 38e                       |
| 104                       | Neilson Powless (USA)     | 8e                        |
| 105                       | Sean Quinn (USA)          | 61e                       |
| 106                       | Stefan de Bod (RSA)       | 108e                      |
| 107                       | Michael Valgren (DEN)     | 111e                      |

| Bahrain Victorious TBV | Bahrain Victorious TBV  | Bahrain Victorious TBV |
| ---------------------- | ----------------------- | ---------------------- |
| Num                    | Coureur                 | Pos                    |
| 111                    | Matej Mohorič (SLO)     | 30e                    |
| 112                    | Nikias Arndt (GER)      | AB                     |
| 113                    | Pello Bilbao (ESP)      | 9e                     |
| 114                    | Santiago Buitrago (COL) | 83e                    |
| 115                    | Nicolò Buratti (ITA)    | 92e                    |
| 116                    | Matevž Govekar (SLO)    | AB                     |
| 117                    | Edoardo Zambanini (ITA) | 10e                    |

| Movistar Team MOV | Movistar Team MOV         | Movistar Team MOV |
| ----------------- | ------------------------- | ----------------- |
| Num               | Coureur                   | Pos               |
| 121               | Alex Aranburu (ESP)       | 37e               |
| 122               | Jon Barrenetxea (ESP)     | 23e               |
| 123               | Iván García Cortina (ESP) | 32e               |
| 124               | Ruben Guerreiro (POR)     | 15e               |
| 125               | Johan Jacobs (SUI)        | 103e              |
| 126               | Sergio Samitier (ESP)     | 58e               |
| 127               | Gonzalo Serrano (ESP)     | 59e               |

| Team Jayco AlUla JAY | Team Jayco AlUla JAY   | Team Jayco AlUla JAY |
| -------------------- | ---------------------- | -------------------- |
| Num                  | Coureur                | Pos                  |
| 131                  | Michael Matthews (AUS) | 1er                  |
| 132                  | Lawson Craddock (USA)  | AB                   |
| 133                  | Luke Durbridge (AUS)   | AB                   |
| 134                  | Lucas Hamilton (AUS)   | 114e                 |
| 135                  | Michael Hepburn (AUS)  | AB                   |
| 136                  | Jan Maas (NED)         | AB                   |
| 137                  | Simon Yates (GBR)      | 54e                  |

| Arkéa-B&B Hotels ARK | Arkéa-B&B Hotels ARK    | Arkéa-B&B Hotels ARK |
| -------------------- | ----------------------- | -------------------- |
| Num                  | Coureur                 | Pos                  |
| 141                  | Michel Ries (LUX)       | AB                   |
| 142                  | Ewen Costiou (FRA)      | 84e                  |
| 143                  | Anthony Delaplace (FRA) | 109e                 |
| 144                  | Élie Gesbert (FRA)      | 115e                 |
| 145                  | Matîs Louvel (FRA)      | 18e                  |
| 146                  | Clément Venturini (FRA) | 26e                  |
| 147                  | Pierre Thierry (FRA)    | 118e                 |

| Team dsm-firmenich PostNL DFP | Team dsm-firmenich PostNL DFP | Team dsm-firmenich PostNL DFP |
| ----------------------------- | ----------------------------- | ----------------------------- |
| Num                           | Coureur                       | Pos                           |
| 151                           | Romain Bardet (FRA)           | 90e                           |
| 152                           | Warren Barguil (FRA)          | 80e                           |
| 153                           | Romain Combaud (FRA)          | 129e                          |
| 154                           | Sean Flynn (GBR)              | 33e                           |
| 155                           | Martijn Tusveld (NED)         | AB                            |
| 156                           | Frank van den Broek (NED)     | 119e                          |
| 157                           | Kevin Vermaerke (USA)         | 39e                           |

| Intermarché-Wanty IWA | Intermarché-Wanty IWA           | Intermarché-Wanty IWA |
| --------------------- | ------------------------------- | --------------------- |
| Num                   | Coureur                         | Pos                   |
| 161                   | Biniam Girmay (ERI)             | 2e                    |
| 162                   | Francesco Busatto (ITA)         | 41e                   |
| 163                   | Alexy Faure Prost (FRA)         | AB                    |
| 164                   | Lorenzo Rota (ITA)              | 17e                   |
| 165                   | Dion Smith (NZL)                | 94e                   |
| 166                   | Roel van Sintmaartensdijk (NED) | AB                    |
| 167                   | Georg Zimmermann (GER)          | 60e                   |

| Cofidis COF | Cofidis COF          | Cofidis COF |
| ----------- | -------------------- | ----------- |
| Num         | Coureur              | Pos         |
| 171         | Bryan Coquard (FRA)  | AB          |
| 172         | Ion Izagirre (ESP)   | 44e         |
| 173         | Gorka Izagirre (ESP) | AB          |
| 174         | Nolann Mahoudo (FRA) | 64e         |
| 175         | Anthony Perez (FRA)  | 70e         |
| 176         | Harrison Wood (GBR)  | 62e         |
| 177         | Axel Zingle (FRA)    | 105e        |

| Astana Qazaqstan Team AST | Astana Qazaqstan Team AST | Astana Qazaqstan Team AST |
| ------------------------- | ------------------------- | ------------------------- |
| Num                       | Coureur                   | Pos                       |
| 181                       | Alberto Bettiol (ITA)     | 20e                       |
| 182                       | Dmitriy Gruzdev (KAZ)     | AB                        |
| 183                       | Max Kanter (GER)          | 124e                      |
| 184                       | Michael Mørkøv (DEN)      | 121e                      |
| 185                       | Cees Bol (NED)            | AB                        |
| 186                       | Rüdiger Selig (GER)       | AB                        |
| 187                       | Simone Velasco (ITA)      | 66e                       |

| Israel-Premier Tech IPT | Israel-Premier Tech IPT | Israel-Premier Tech IPT |
| ----------------------- | ----------------------- | ----------------------- |
| Num                     | Coureur                 | Pos                     |
| 191                     | Derek Gee (CAN)         | 110e                    |
| 192                     | Guillaume Boivin (CAN)  | 31e                     |
| 193                     | Jakob Fuglsang (DEN)    | 65e                     |
| 194                     | Hugo Houle (CAN)        | 67e                     |
| 195                     | Krists Neilands (LAT)   | 40e                     |
| 196                     | Corbin Strong (NZL)     | AB                      |
| 197                     | Stephen Williams (GBR)  | 73e                     |

| Uno-X Mobility UXM | Uno-X Mobility UXM            | Uno-X Mobility UXM |
| ------------------ | ----------------------------- | ------------------ |
| Num                | Coureur                       | Pos                |
| 201                | Tobias Johannessen (NOR)      | 52e                |
| 202                | Fredrik Dversnes (NOR)        | 97e                |
| 203                | Ådne Holter (NOR)             | 122e               |
| 204                | Jonas Iversby Hvideberg (NOR) | 99e                |
| 205                | Anders Johannessen (NOR)      | 128e               |
| 206                | Anders Skaarseth (NOR)        | 63e                |
| 207                | Markus Hoelgaard (NOR)        | 45e                |

| Tudor Pro Cycling Team TUD | Tudor Pro Cycling Team TUD | Tudor Pro Cycling Team TUD |
| -------------------------- | -------------------------- | -------------------------- |
| Num                        | Coureur                    | Pos                        |
| 211                        | Marius Mayrhofer (GER)     | 107e                       |
| 212                        | Lucas Eriksson (SWE)       | 127e                       |
| 213                        | Alexander Kamp (DEN)       | 57e                        |
| 214                        | Florian Stork (GER)        | 96e                        |
| 215                        | Yannis Voisard (SUI)       | AB                         |
| 216                        | Hannes Wilksch (GER)       | 130e                       |
| 217                        | Luc Wirtgen (LUX)          | 126e                       |

| Team Novo Nordisk TNN | Team Novo Nordisk TNN         | Team Novo Nordisk TNN |
| --------------------- | ----------------------------- | --------------------- |
| Num                   | Coureur                       | Pos                   |
| 221                   | Antonio Polga (ITA)           | AB                    |
| 222                   | Sam Brand (GBR)               | 131e                  |
| 223                   | David Lozano (ESP)            | 98e                   |
| 224                   | Andrea Peron (ITA)            | AB                    |
| 225                   | Alessandro Perracchione (ITA) | 104e                  |
| 226                   | Filippo Ridolfo (ITA)         | AB                    |
| 227                   | Logan Phippen (USA)           | AB                    |

| Canada CAN | Canada CAN       | Canada CAN |
| ---------- | ---------------- | ---------- |
| Num        | Coureur          | Pos        |
| 231        | Quentin Cowan    | 76e        |
| 232        | Félix Bouchard   | AB         |
| 233        | Jérôme Gauthier  | AB         |
| 234        | Félix Hamel      | AB         |
| 235        | Leonard Peloquin | AB         |
| 236        | James Piccoli    | AB         |
| 237        | Jonas Walton     | AB         |

| Lotto Dstny LTD | Lotto Dstny LTD          | Lotto Dstny LTD |
| --------------- | ------------------------ | --------------- |
| Num             | Coureur                  | Pos             |
| 1               | Arnaud De Lie (BEL)      | 13e             |
| 2               | Logan Currie (NZL)       | AB              |
| 3               | Jenno Berckmoes (BEL)    | 51e             |
| 4               | Maxim Van Gils (BEL)     | 53e             |
| 5               | Sébastien Grignard (BEL) | 125e            |
| 6               | Brent Van Moer (BEL)     | 102e            |
| 7               | Florian Vermeersch (BEL) | 101e            |

| UAE Team Emirates UAD | UAE Team Emirates UAD   | UAE Team Emirates UAD |
| --------------------- | ----------------------- | --------------------- |
| Num                   | Coureur                 | Pos                   |
| 11                    | Tadej Pogačar (SLO)     | 7e                    |
| 12                    | Igor Arrieta (ESP)      | AB                    |
| 13                    | Juan Ayuso (ESP)        | 89e                   |
| 14                    | Finn Fisher-Black (NZL) | AB                    |
| 15                    | Rafał Majka (POL)       | 123e                  |
| 16                    | Domen Novak (SLO)       | AB                    |
| 17                    | Tim Wellens (BEL)       | 88e                   |

| Team Visma \| Lease a Bike TVL | Team Visma \| Lease a Bike TVL | Team Visma \| Lease a Bike TVL |
| ------------------------------ | ------------------------------ | ------------------------------ |
| Num                            | Coureur                        | Pos                            |
| 21                             | Matteo Jorgenson (USA)         | 35e                            |
| 22                             | Tiesj Benoot (BEL)             | 4e                             |
| 23                             | Wilco Kelderman (NED)          | 21e                            |
| 24                             | Bart Lemmen (NED)              | 71e                            |
| 25                             | Per Strand Hagenes (NOR)       | 5e                             |
| 26                             | Jan Tratnik (SLO)              | 72e                            |
| 27                             | Milan Vader (NED)              | 68e                            |

| Ineos Grenadiers IGD | Ineos Grenadiers IGD   | Ineos Grenadiers IGD |
| -------------------- | ---------------------- | -------------------- |
| Num                  | Coureur                | Pos                  |
| 31                   | Laurens De Plus (BEL)  | 86e                  |
| 32                   | Andrew August (USA)    | 82e                  |
| 33                   | Connor Swift (GBR)     | AB                   |
| 34                   | Ben Swift (GBR)        | 69e                  |
| 35                   | Michael Leonard (CAN)  | 117e                 |
| 36                   | Artem Shmidt (USA)     | 95e                  |
| 37                   | Magnus Sheffield (USA) | 50e                  |

| Soudal Quick-Step SOQ | Soudal Quick-Step SOQ    | Soudal Quick-Step SOQ |
| --------------------- | ------------------------ | --------------------- |
| Num                   | Coureur                  | Pos                   |
| 41                    | Julian Alaphilippe (FRA) | 81e                   |
| 42                    | Gil Gelders (BEL)        | 78e                   |
| 43                    | Antoine Huby (FRA)       | 106e                  |
| 44                    | Luke Lamperti (USA)      | 11e                   |
| 45                    | Fausto Masnada (ITA)     | 77e                   |
| 46                    | Pieter Serry (BEL)       | AB                    |
| 47                    | Ilan Van Wilder (BEL)    | 34e                   |

| Lidl-Trek LTK | Lidl-Trek LTK        | Lidl-Trek LTK |
| ------------- | -------------------- | ------------- |
| Num           | Coureur              | Pos           |
| 51            | Toms Skujiņš (LAT)   | 22e           |
| 52            | Andrea Bagioli (ITA) | 25e           |
| 53            | Julien Bernard (FRA) | 79e           |
| 54            | Patrick Konrad (AUT) | 100e          |
| 55            | Dario Cataldo (ITA)  | AB            |
| 56            | Bauke Mollema (NED)  | 6e            |
| 57            | Quinn Simmons (USA)  | 24e           |

| Decathlon-AG2R La Mondiale DAT | Decathlon-AG2R La Mondiale DAT | Decathlon-AG2R La Mondiale DAT |
| ------------------------------ | ------------------------------ | ------------------------------ |
| Num                            | Coureur                        | Pos                            |
| 61                             | Paul Lapeira (FRA)             | 49e                            |
| 62                             | Alex Baudin (FRA)              | 14e                            |
| 63                             | Stan Dewulf (BEL)              | 55e                            |
| 64                             | Dorian Godon (FRA)             | 56e                            |
| 65                             | Dries De Bondt (BEL)           | 93e                            |
| 66                             | Aurélien Paret-Peintre (FRA)   | 46e                            |
| 67                             | Lawrence Warbasse (USA)        | 47e                            |

| Red Bull-Bora-Hansgrohe RBH | Red Bull-Bora-Hansgrohe RBH | Red Bull-Bora-Hansgrohe RBH |
| --------------------------- | --------------------------- | --------------------------- |
| Num                         | Coureur                     | Pos                         |
| 71                          | Jai Hindley (AUS)           | 42e                         |
| 72                          | Sergio Higuita (COL)        | 28e                         |
| 73                          | Bob Jungels (LUX)           | 43e                         |
| 74                          | Jonas Koch (GER)            | 48e                         |
| 75                          | Maximilian Schachmann (GER) | 27e                         |
| 76                          | Matteo Sobrero (ITA)        | 87e                         |
| 77                          | Frederik Wandahl (DEN)      | 16e                         |

| Alpecin-Deceuninck ADC | Alpecin-Deceuninck ADC      | Alpecin-Deceuninck ADC |
| ---------------------- | --------------------------- | ---------------------- |
| Num                    | Coureur                     | Pos                    |
| 81                     | Axel Laurance (FRA)         | AB                     |
| 82                     | Tobias Bayer (AUT)          | 75e                    |
| 83                     | Michael Gogl (AUT)          | 113e                   |
| 84                     | Henri Uhlig (GER)           | 112e                   |
| 85                     | Fabio Van den Bossche (BEL) | 120e                   |
| 86                     | Stan Van Tricht (BEL)       | 91e                    |
| 87                     | Gianni Vermeersch (BEL)     | 12e                    |

| Groupama-FDJ GFC | Groupama-FDJ GFC       | Groupama-FDJ GFC |
| ---------------- | ---------------------- | ---------------- |
| Num              | Coureur                | Pos              |
| 91               | Valentin Madouas (FRA) | 36e              |
| 92               | Olivier Le Gac (FRA)   | 85e              |
| 93               | Romain Grégoire (FRA)  | 19e              |
| 94               | Thibaud Gruel (FRA)    | 74e              |
| 95               | Rudy Molard (FRA)      | 3e               |
| 96               | Enzo Paleni (FRA)      | AB               |
| 97               | Clément Russo (FRA)    | 116e             |

| EF Education-EasyPost EFE | EF Education-EasyPost EFE | EF Education-EasyPost EFE |
| ------------------------- | ------------------------- | ------------------------- |
| Num                       | Coureur                   | Pos                       |
| 101                       | Ben Healy (IRL)           | AB                        |
| 102                       | Mikkel Honoré (DEN)       | 29e                       |
| 103                       | Lukas Nerurkar (GBR)      | 38e                       |
| 104                       | Neilson Powless (USA)     | 8e                        |
| 105                       | Sean Quinn (USA)          | 61e                       |
| 106                       | Stefan de Bod (RSA)       | 108e                      |
| 107                       | Michael Valgren (DEN)     | 111e                      |

| Bahrain Victorious TBV | Bahrain Victorious TBV  | Bahrain Victorious TBV |
| ---------------------- | ----------------------- | ---------------------- |
| Num                    | Coureur                 | Pos                    |
| 111                    | Matej Mohorič (SLO)     | 30e                    |
| 112                    | Nikias Arndt (GER)      | AB                     |
| 113                    | Pello Bilbao (ESP)      | 9e                     |
| 114                    | Santiago Buitrago (COL) | 83e                    |
| 115                    | Nicolò Buratti (ITA)    | 92e                    |
| 116                    | Matevž Govekar (SLO)    | AB                     |
| 117                    | Edoardo Zambanini (ITA) | 10e                    |

| Movistar Team MOV | Movistar Team MOV         | Movistar Team MOV |
| ----------------- | ------------------------- | ----------------- |
| Num               | Coureur                   | Pos               |
| 121               | Alex Aranburu (ESP)       | 37e               |
| 122               | Jon Barrenetxea (ESP)     | 23e               |
| 123               | Iván García Cortina (ESP) | 32e               |
| 124               | Ruben Guerreiro (POR)     | 15e               |
| 125               | Johan Jacobs (SUI)        | 103e              |
| 126               | Sergio Samitier (ESP)     | 58e               |
| 127               | Gonzalo Serrano (ESP)     | 59e               |

| Team Jayco AlUla JAY | Team Jayco AlUla JAY   | Team Jayco AlUla JAY |
| -------------------- | ---------------------- | -------------------- |
| Num                  | Coureur                | Pos                  |
| 131                  | Michael Matthews (AUS) | 1er                  |
| 132                  | Lawson Craddock (USA)  | AB                   |
| 133                  | Luke Durbridge (AUS)   | AB                   |
| 134                  | Lucas Hamilton (AUS)   | 114e                 |
| 135                  | Michael Hepburn (AUS)  | AB                   |
| 136                  | Jan Maas (NED)         | AB                   |
| 137                  | Simon Yates (GBR)      | 54e                  |

| Arkéa-B&B Hotels ARK | Arkéa-B&B Hotels ARK    | Arkéa-B&B Hotels ARK |
| -------------------- | ----------------------- | -------------------- |
| Num                  | Coureur                 | Pos                  |
| 141                  | Michel Ries (LUX)       | AB                   |
| 142                  | Ewen Costiou (FRA)      | 84e                  |
| 143                  | Anthony Delaplace (FRA) | 109e                 |
| 144                  | Élie Gesbert (FRA)      | 115e                 |
| 145                  | Matîs Louvel (FRA)      | 18e                  |
| 146                  | Clément Venturini (FRA) | 26e                  |
| 147                  | Pierre Thierry (FRA)    | 118e                 |

| Team dsm-firmenich PostNL DFP | Team dsm-firmenich PostNL DFP | Team dsm-firmenich PostNL DFP |
| ----------------------------- | ----------------------------- | ----------------------------- |
| Num                           | Coureur                       | Pos                           |
| 151                           | Romain Bardet (FRA)           | 90e                           |
| 152                           | Warren Barguil (FRA)          | 80e                           |
| 153                           | Romain Combaud (FRA)          | 129e                          |
| 154                           | Sean Flynn (GBR)              | 33e                           |
| 155                           | Martijn Tusveld (NED)         | AB                            |
| 156                           | Frank van den Broek (NED)     | 119e                          |
| 157                           | Kevin Vermaerke (USA)         | 39e                           |

| Intermarché-Wanty IWA | Intermarché-Wanty IWA           | Intermarché-Wanty IWA |
| --------------------- | ------------------------------- | --------------------- |
| Num                   | Coureur                         | Pos                   |
| 161                   | Biniam Girmay (ERI)             | 2e                    |
| 162                   | Francesco Busatto (ITA)         | 41e                   |
| 163                   | Alexy Faure Prost (FRA)         | AB                    |
| 164                   | Lorenzo Rota (ITA)              | 17e                   |
| 165                   | Dion Smith (NZL)                | 94e                   |
| 166                   | Roel van Sintmaartensdijk (NED) | AB                    |
| 167                   | Georg Zimmermann (GER)          | 60e                   |

| Cofidis COF | Cofidis COF          | Cofidis COF |
| ----------- | -------------------- | ----------- |
| Num         | Coureur              | Pos         |
| 171         | Bryan Coquard (FRA)  | AB          |
| 172         | Ion Izagirre (ESP)   | 44e         |
| 173         | Gorka Izagirre (ESP) | AB          |
| 174         | Nolann Mahoudo (FRA) | 64e         |
| 175         | Anthony Perez (FRA)  | 70e         |
| 176         | Harrison Wood (GBR)  | 62e         |
| 177         | Axel Zingle (FRA)    | 105e        |

| Astana Qazaqstan Team AST | Astana Qazaqstan Team AST | Astana Qazaqstan Team AST |
| ------------------------- | ------------------------- | ------------------------- |
| Num                       | Coureur                   | Pos                       |
| 181                       | Alberto Bettiol (ITA)     | 20e                       |
| 182                       | Dmitriy Gruzdev (KAZ)     | AB                        |
| 183                       | Max Kanter (GER)          | 124e                      |
| 184                       | Michael Mørkøv (DEN)      | 121e                      |
| 185                       | Cees Bol (NED)            | AB                        |
| 186                       | Rüdiger Selig (GER)       | AB                        |
| 187                       | Simone Velasco (ITA)      | 66e                       |

| Israel-Premier Tech IPT | Israel-Premier Tech IPT | Israel-Premier Tech IPT |
| ----------------------- | ----------------------- | ----------------------- |
| Num                     | Coureur                 | Pos                     |
| 191                     | Derek Gee (CAN)         | 110e                    |
| 192                     | Guillaume Boivin (CAN)  | 31e                     |
| 193                     | Jakob Fuglsang (DEN)    | 65e                     |
| 194                     | Hugo Houle (CAN)        | 67e                     |
| 195                     | Krists Neilands (LAT)   | 40e                     |
| 196                     | Corbin Strong (NZL)     | AB                      |
| 197                     | Stephen Williams (GBR)  | 73e                     |

| Uno-X Mobility UXM | Uno-X Mobility UXM            | Uno-X Mobility UXM |
| ------------------ | ----------------------------- | ------------------ |
| Num                | Coureur                       | Pos                |
| 201                | Tobias Johannessen (NOR)      | 52e                |
| 202                | Fredrik Dversnes (NOR)        | 97e                |
| 203                | Ådne Holter (NOR)             | 122e               |
| 204                | Jonas Iversby Hvideberg (NOR) | 99e                |
| 205                | Anders Johannessen (NOR)      | 128e               |
| 206                | Anders Skaarseth (NOR)        | 63e                |
| 207                | Markus Hoelgaard (NOR)        | 45e                |

| Tudor Pro Cycling Team TUD | Tudor Pro Cycling Team TUD | Tudor Pro Cycling Team TUD |
| -------------------------- | -------------------------- | -------------------------- |
| Num                        | Coureur                    | Pos                        |
| 211                        | Marius Mayrhofer (GER)     | 107e                       |
| 212                        | Lucas Eriksson (SWE)       | 127e                       |
| 213                        | Alexander Kamp (DEN)       | 57e                        |
| 214                        | Florian Stork (GER)        | 96e                        |
| 215                        | Yannis Voisard (SUI)       | AB                         |
| 216                        | Hannes Wilksch (GER)       | 130e                       |
| 217                        | Luc Wirtgen (LUX)          | 126e                       |

| Team Novo Nordisk TNN | Team Novo Nordisk TNN         | Team Novo Nordisk TNN |
| --------------------- | ----------------------------- | --------------------- |
| Num                   | Coureur                       | Pos                   |
| 221                   | Antonio Polga (ITA)           | AB                    |
| 222                   | Sam Brand (GBR)               | 131e                  |
| 223                   | David Lozano (ESP)            | 98e                   |
| 224                   | Andrea Peron (ITA)            | AB                    |
| 225                   | Alessandro Perracchione (ITA) | 104e                  |
| 226                   | Filippo Ridolfo (ITA)         | AB                    |
| 227                   | Logan Phippen (USA)           | AB                    |

| Canada CAN | Canada CAN       | Canada CAN |
| ---------- | ---------------- | ---------- |
| Num        | Coureur          | Pos        |
| 231        | Quentin Cowan    | 76e        |
| 232        | Félix Bouchard   | AB         |
| 233        | Jérôme Gauthier  | AB         |
| 234        | Félix Hamel      | AB         |
| 235        | Leonard Peloquin | AB         |
| 236        | James Piccoli    | AB         |
| 237        | Jonas Walton     | AB         |